# Hubert Julian
Hubert Fauntleroy Julian (Puerto España, Colonia de Trinidad, Indias Occidentales Británicas; 21 de septiembre de 1897 – Nueva York, Estados Unidos; 19 de febrero de 1983) fue un pionero de la aviación, que fue apodado «El águila negra».

## Biografía
Hubert Fauntleroy Julian nació en 20 de septiembre de 1897 en Puerto España, en la colonia inglesa de Trinidad y Tobago (actual Trinidad y Tobago). Aprendió a volar en Canadá y obtuvo su licencia de piloto a la edad de 19 años. En 1921, se mudó a Nueva York e hizo varios saltos en paracaídas, incluido uno memorable sobre Manhattan el 23 de abril de 1923, y gana el apodo de «El águila negra».
En 1924, anunció su plan para ir a África, que sería el primer viaje en solitario por el Océano Atlántico. Planeaba ir por Florida antes de llegar a Sudamérica, luego cruzar el océano entre Brasil y Liberia y continuar hacia Etiopía. Luego organizó una campaña de suscripción para financiar su proyecto, pero muchos se mostraron escépticos sobre su éxito. El 4 de julio de 1924, Hubert Julian despega del río Harlem a bordo de un hidroavión llamado Etiopía I que data de la Primera Guerra Mundial, pero después de solo unos minutos, el patín derecho del avión se despegó y se estrelló en Flushing Bay.
En 1930, se le acercaron representantes de Tafari Makonnen, príncipe regente de Etiopía, que lo invitaron a organizar la naciente Fuerza Aérea Imperial Etíope y entrenar a los pilotos para su coronación que se celebrará en noviembre de ese mismo año. A su llegada a Etiopía, el príncipe le otorga la nacionalidad etíope y es nombrado mariscal de la Fuerza Aérea imperial, pero durante un espectáculo aéreo en octubre, se estrella y destruye uno de los tres únicos los aviones disponibles para el ejército y Hubert Julian deben abandonar el país.
Muere el 19 de febrero de 1983 en el Bronx y está enterrado en el Cementerio Nacional de Calverton.